# Somatina apicipuncta
Somatina apicipuncta là một loài bướm đêm trong họ Geometridae.